# Survey Island
Survey Island ist eine der Campbell-Inseln, einer Gruppe kleiner subarktischer Inseln vor der zu Neuseeland gehörenden Insel Campbell Island im südlichen Pazifischen Ozean.

## Geographie
Die 260 m lange und bis zu 240 m breite, in Form eines Dreiecks gebildete Insel befindet sich 1,9 km vor der Küste der Rocky Bay im Südwesten von Campbell Island. Sie erhebt sich mit ihren steil abfallenden Felsen über 40 m aus dem Meer. 1,26 km nordwestlich befindet sich Monowai Island und bis zu Wasp Island, die im Westen liegt, sind es rund 3 km.

## Geologie
Survey Island besteht aus Basalt-Gestein. Die Insel entstand durch Erosion und war ursprünglich Teil des ehemaligen Vulkans, der die Insel Campbell Island im späten Känozoikum bildete.

## Weltnaturerbe
Als Teil von Campbell Island zählt die Insel mit zum im Jahr 1998 anerkannten UNESCO-Weltnaturerbe, in dem die subarktischen Inselgruppen The Snares, Bounty Islands, Antipodes Islands, Auckland Islands und die Insel Campbell Island den Schutzstatus ausgesprochen bekommen haben.